# Warhammer: Mark of Chaos - Battle March
Warhammer: Mark of Chaos - Battle March est une extension du jeu de tactique en temps réel Warhammer: Mark of Chaos développé par Black Hole Entertainment et publié par Namco Bandai le 2 septembre 2008 sur Windows et Xbox 360 (sur ce support, le jeu se nomme Warhammer: Battle March),.

## Nouveautés
Warhammer: Mark of Chaos - Battle March introduit deux nouvelles factions: les Peaux-Vertes et les Elfes Noirs, dans une toute nouvelle campagne. On note également l'arrivée d'un nouveau mode de jeu, baptisé Domination du monde.

## Accueil
| Mark of Chaos: Battle March |      |       |
| Média                       | Pays | Notes |
| Cyber Stratège              | FR   | 7/10  |
| Gamekult                    | FR   | 5/10  |
| GameSpot                    | US   | 60 %  |
| Jeuxvideo.com               | FR   | 14/20 |